# Britt Welwert
Britt Welwert, född 13 juli 1916 i Malmö, död 8 februari 1958 i Stockholm, var en svensk målare och blomsterdekoratör. 
Hon var dotter till korrespondenten Ernst Welwert och hans hustru Wanda. Welwert utbildade sig först till florist innan hon studerade målning vid Skånska målarskolan i Malmö och genom självstudier under resor till Island, Schweiz, Belgien och Norge. Tillsammans med Alice Nilsson ställde hon ut i Trelleborg 1951 och hon medverkade i ett flertal samlingsutställningar med provinsiell konst. Hennes konst består av blomsterstilleben och landskapsskildringar utförda i olja. Welwert är begravd på Sankt Pauli norra kyrkogård i Malmö.